# Xanthoparmelia sleei
Xanthoparmelia sleei är en lavart som beskrevs av Elix. Xanthoparmelia sleei ingår i släktet Xanthoparmelia och familjen Parmeliaceae.   Inga underarter finns listade i Catalogue of Life.